# Петра Шенанскі
Петра Шенанскі (угор. Petra Senánszky, 10 січня 1994) — угорська спортсменка. Учасниця Чемпіонату світу з водних видів спорту 2022, де на дистанції 50 метрів вільним стилем у півфіналі посіла 11-те місце й не потрапила до фіналу, а в естафеті 4x100 метрів вільним стилем її збірна посіла у фіналі останнє, 8-ме, місце.